# Arco vulcanico delle Cascate

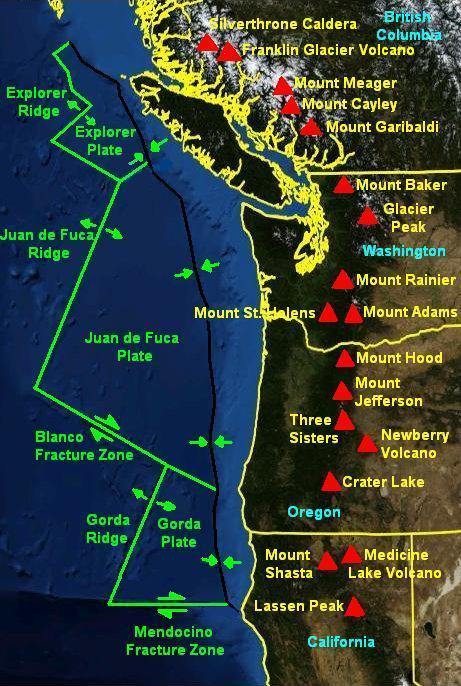
Carta dell'arco vulcanico delle Cascate e della placca di Juan de Fuca alla quale è associato il suo vulcanismo.

L'arco vulcanico delle Cascate, chiamato anche arco delle Cascate (in inglese Cascade Volcanic Arc e Cascade Arc), è un arco vulcanico dell'America settentrionale che si estende dalla provincia canadese della Columbia Britannica a nord allo Stato americano della California a sud passando per gli Stati di Washington e dell'Oregon. I 26 vulcani che formano questo arco vulcanico sono alimentati da un magma proveniente dalla subduzione della placca di Juan de Fuca sotto la placca nordamericana (zona di subduzione della Cascadia). Benché prenda il suo nome dalla Catena delle Cascate, l'arco si estende ugualmente al di fuori di questa catena montuosa.

## Geografia
Numerose grandi città si trovano in prossimità di questi vulcani, segnatamente Seattle, Portland e Vancouver e la popolazione globale della regione supera i 10.000.000 di abitanti. L'insieme dell'arco può essere interessato dall'attività vulcanica e dai sismi.
Poiché la popolazione del nord-ovest Pacifico aumenta rapidamente, i vulcani delle Cascate sono tra i più pericolosi, in ragione della loro storia eruttiva, delle eruzioni potenziali e perché riposano su rocce vulcaniche alterate che sono suscettibili di rompersi. Il Monte Rainier fa parte dell'insieme dei Vulcani del Decennio, che sono particolarmente sorvegliati a causa delle loro minacce, nel caso presente su Seattle e Tacoma.
Molte grandi e lunghe frane provenienti dai vulcani delle Cascate hanno sommerso valli a decine di chilometri dalle loro sorgenti, e alcune delle zone colpite ospitano ora un'elevata popolazione.
I vulcani delle Cascate fanno parte della Cintura di fuoco del Pacifico. Essi sono il luogo delle eruzioni più recenti degli Stati Uniti contigui (tra le quali quelle del Lassen Peak tra il 1914 e il 1921 e quella imponente del Monte Sant'Elena del 1980) nonché della più recente eruzione di grandi proporzioni avvenuta in Canada (in particolare quella del Monte Meager di 2350 anni fa).

### Topografia
Taluni vulcani dell'arco vulcanico delle Cascate possono essere voluminosi come il vulcano del lago Medicine con 600 km³ o ancora il cratere Newberry con 450 km³ e possono culminare ad altitudini elevate come il Monte Rainier e il Monte Shasta che superano i 4.300 m di altitudine.

### Geologia
L'arco delle Cascate comprende quasi 20 vulcani principali, tra un totale di più di 4000 diverse fratture vulcaniche, tra cui numerosi stratovulcani, vulcani a scudo, diomi di lava e coni di ceneri, nonché qualche esempio isolato di forme vulcaniche più rare come i tuya.
I primi vulcani dell'arco vulcanico delle Cascate sono nati circa 37 milioni di anni fa, ma la maggior parte dei vulcani attuali hanno meno di 2 milioni di anni e i più giovani hanno meno di 100.000 anni. Questi vulcani emettono lave viscose ricche di silice, il che provoca eruzioni generalmente esplosive che possono essere potenti e devastanti come quella del Monte Sant'Elena nel 1980. Il Monte Garibaldi e il Glacier Peak sono i soli vulcani dell'arco vulcanico delle Cascate a essere composti unicamente di dacite.
Le eruzioni di questi vulcani grigi si manifestano così generalmente con dei pennacchi vulcanici composti di ceneri, di nubi ardenti e di lahar.
Nel corso degli ultimi 37 milioni di anni, l'arco delle Cascate ha creato una catena di vulcani lungo il nord-ovest Pacifico. Parecchi di questi vulcani sono frequentemente attivi. Essi condividono certe caratteristiche generali, ma ciascuno ha le sue proprie caratteristiche uniche e la sua storia geologica. Il Lassen Peak in California, la cui ultima eruzione risale al 1917, è il vulcano più meridionale storicamente attivo nell'arco, mentre il Monte Meager nella Columbia Britannica, che è entrato in eruzione intorno a 2.350  anni fa, è generalmente considerato come quello più a nord dell'arco.
Un focolare vulcanico si trova a nord-est del Monte Meager: esso comprende la Caldera di Silverthrone, che è una caldera di 20 km di larghezza, profondamente sezionata, che può anche essere il prodotto della subduzione delle Cascate, poiché vi si trovano andesite, andesite basaltica, dacite e riolite. In discussione sono le attuali stime della configurazione delle placche e della velocità di subduzione, ma in base alla chimica di questi vulcani, anche essi sono legati alla subduzione e perciò fanno parte dell'arco vulcanico delle Cascate.
L'arco delle Cascate sembra essere segmentato; la parte centrale è la più attiva e l'estremità nord la meno attiva.
Le lave, che rappresentano la prima tappa nello sviluppo dell'arco vulcanico delle Cascate, hanno ricoperto sul sud della Catena delle Cascate del Nord propriamente detta, dove il sollevamento della catena è stato minore, uno spesso strato di rocce vulcaniche, che è stato così preservato.

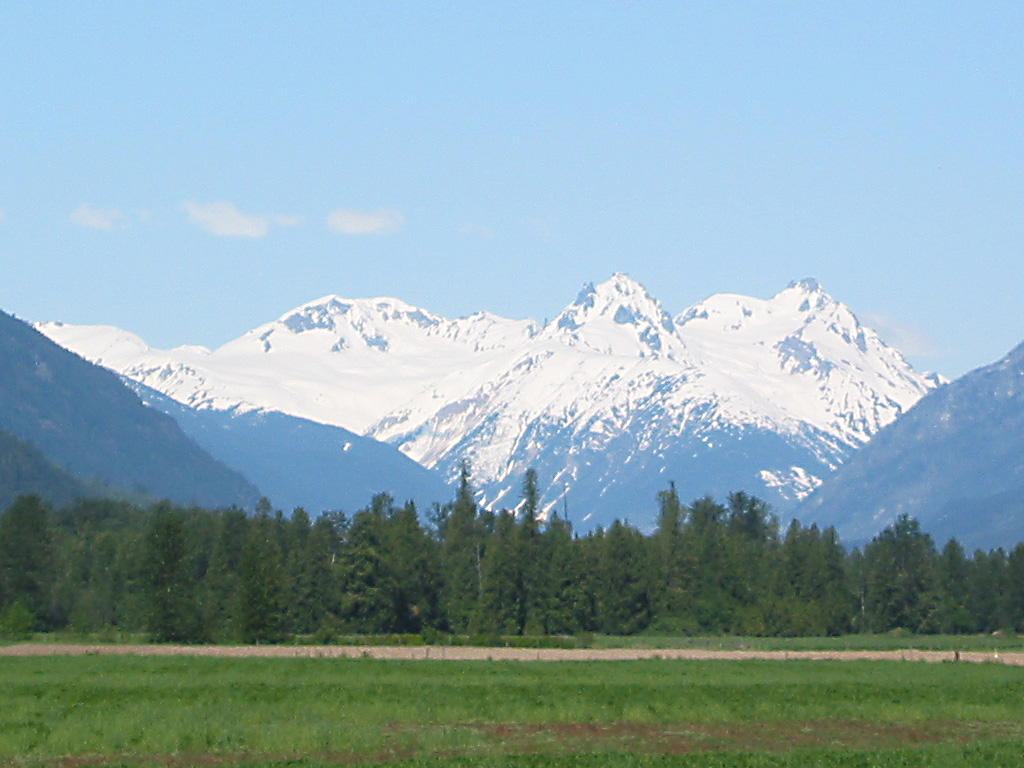
Il complesso vulcanico del Monte Meager.

Nelle Cascate del Nord, i geologi non hanno ancora identificato con certezza delle rocce vulcaniche vecchie di 35 milioni di anni, ma vestigia del sistema vulcanico dell'arco primitivo interno che persiste sotto forma di plutoni, che sono le camere magmatiche cristallizzate che alimentavano un tempo l'inizio dei vulcani delle Cascate.
La principale camera magmatica dell'arco delle Cascate è il batolite di Chilliwack che si trova nel Parco nazionale delle North Cascades. Esiste anche una catena di plutoni vecchia da 35 a 2,5 milioni di anni. Le rocce più antiche, invase da questo magma, sono state trasformate dal calore liberato. Questo metamorfismo di contatto ha prodotto vene di cristalli nelle rocce vecchie, che generalmente le rinforzano e le rendono più resistenti all'erosione.
Là dove la ricristallizzazione era intensa, le rocce hanno preso una nuova apparenza più scura, densa e dura. Molte vette delle Cascate del Nord devono la loro importante imponenza a questa trasformazione. Le rocce che sostengono cime come il Monte Shuksan sono in parte ricristallizzate da plutoni vicini al batolite.
La cintura vulcanica di Pemberton è una cintura vulcanica situata a nord della cintura vulcanica Garibaldi che si è formata durante il Miocene dalla fratturazione dell'estremità nord della placca di Juan de Fuca. La Caldera di Silverthrone è il solo vulcano della cintura che abbia un'attività vulcanica dal 1975.
La cintura vulcanica Garibaldi è l'estensione più settentrionale dell'arco. Essa è costituita essenzialmente da stratovulcani ma anche da caldere, da coni vulcanici e da alcune colate di lava. Le eruzioni qui sono state effusive o eruttive con sfogo di basalto o di riolite. I vulcani vi sono stati plasmati dall'erosione glaciale, la topografia e la composizione dal magma. Quattro vulcani hanno avuto un'attività sismica dal 1975, tra cui il Monte Garibaldi, il Monte Cayley e il Monte Meager.

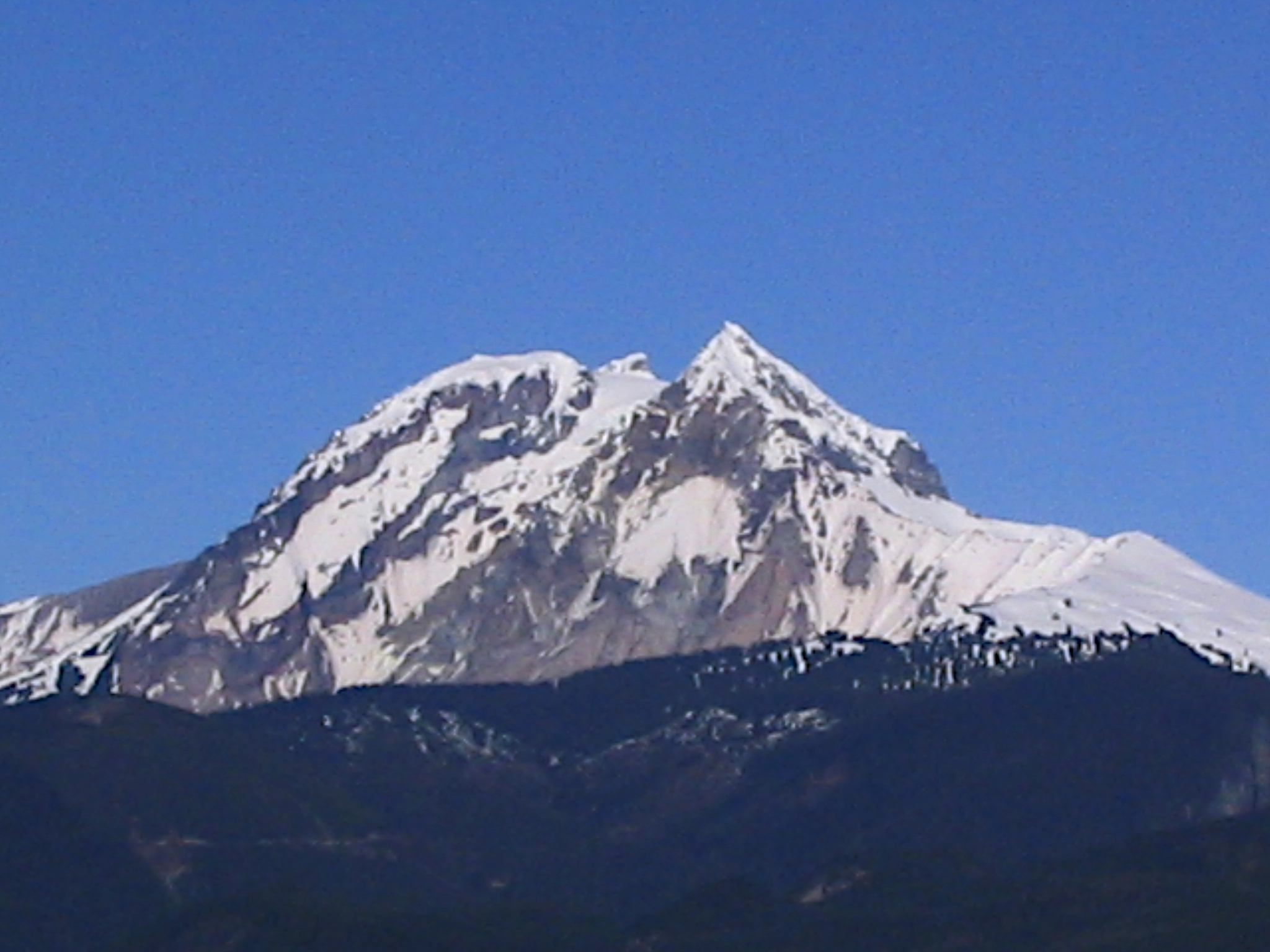
Il Monte Garibaldi visto dopo Squamish.

Il Monte Meager è il vulcano più instabile del Canada. Ha deposto argilla e rocce su parecchi metri di spessore nella valle di Pemberton almeno tre volte nel corso degli ultimi 7.300 anni.
Un sondaggio recente nel letto della valle di Pemberton ha incontrato i resti di un flusso di detriti che aveva viaggiato su 50 chilometri dopo il vulcano prima della sua ultima eruzione.
Circa 1.000.000.000 m³ di roccia e di sabbia si sono sparsi per tutta la larghezza della valle. Due flussi precedenti di lava torrenziale, circa 4.450 e 7.300 anni fa, hanno spedito detriti ad almeno 32 chilometri dal vulcano. Recentemente, il vulcano ha generato delle frane più piccole, circa ogni dieci anni, compresa una nel 1975 che ha ucciso quattro geologi vicino al Meager Creek. La periodicità possibile dei maggiori deflussi che ricoprono la valle è stimata in 2.400 anni. Non vi è alcun segno di attività vulcanica durante questi eventi. Ciononostante gli scienziati avvertono che il vulcano potrebbe tirare fuori un altro massiccio flusso di lava torrenziale su zone popolate in qualsiasi momento e senza preavviso.

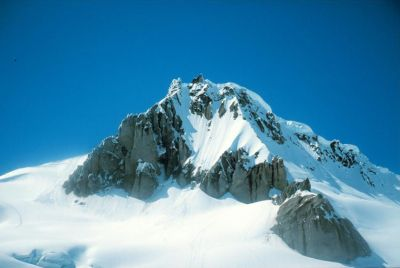
La faccia sud del Monte Cayley.

Nel passato, il Monte Rainier ha prodotto anch'esso numerose valanghe di detriti nonché di enormi lahar a causa della presenza di uno spesso strato di ghiaccio. Queste colate sono scese fino allo Stretto di Puget.
Circa 5.000 anni fa, una grande falda del vulcano è scivolata e ha prodotto la colata di fango di Osceola, che è andata interamente sull'attuale sito di Tacoma e a sud di Seattle. Questa massiccia valanga di roccia e di ghiaccio ha fatto abbassare la sua altitudine di 500 metri attualmente intorno a 4.300 metri. Circa tra 530 e 550 anni fa, è sopravvenuta la colata di fango di Electron, benché questa non abbia avuto luogo sulla stessa scala di quella di Osceola.

## Eruzioni delle Cascate
Undici dei tredici vulcani presenti sul territorio degli Stati Uniti hanno avuto un'eruzione nel corso degli ultimi 4.000 anni, dei quali sette nel corso degli ultimi due secoli. Si censiscono più di 100 eruzioni in totale nel millennio, di cui molte esplosive. Certi vulcani quiescenti durante centinaia o migliaia d'anni tra due eruzioni, il che rende il rischio meno visibile.
Nel corso delle crisi eruttive, le colate piroclastiche, le colate di lava e le frane possono devastare aree lontane più di 16 km dal vulcano. I lahar possono estendersi molto in basso rispetto alle valli. Le proiezioni di ceneri provenienti da eruzioni esplosive possono perturbare le attività umane a centinaia di miglia sottovento e la deriva delle nuvole può provocare gravi danni agli aerei a reazione anche a migliaia di miglia di distanza.
Attualmente, i vulcani della Columbia Britannica sono quiescenti mentre quelli degli stati di California, Oregon e Washington sono attivi. Le due eruzioni più recenti furono il Lassen Peak tra il 1914 e il 1921 e l'eruzione del Monte Sant'Elena del 1980. Si sono verificate anche eruzioni minori del Monte Sant'Elena, più recentemente nel 2006.

### Maggiori catastrofi
- L'eruzione del Monte Sant'Elena del 1980 è stata una delle eruzioni più studiate nella storia umana. Si trattava di una eruzione vulcanica con un indice di esplosività vulcanica di 5 sulla scala VEI. Un sisma è sopraggiunto il 18 maggio alle ore 8,32 e ha deposto detriti in 11 stati diversi. L'eruzione ha causato la morte di 57 persone e migliaia di animali. Essa ha provocato danni di più di un miliardo di dollari.
- Eruzione del Lassen Peak: il 22 maggio 1915, un'eruzione esplosiva ha devastato le aree vicine e ha proiettato ceneri a 320 km verso est.[10] Il pennacchio di ceneri è salito a più di 9 km ed era visibile fino ad Eureka. Una colata piroclastica ha ricoperto 7,8 km².
- Eruzione del Monte Meager: questo vulcano ha prodotto, circa 2.400 anni fa, l'eruzione vulcanica di grandi proporzioni più recente dell'attuale Canada.[2] Le ceneri arrivarono fino nell'Alberta.[11] Fu un'esplosione simile a quella del Monte Sant'Elena.[11] Questa attività vulcanica produsse depositi presenti oggi lungo della Lillooet e conosciuti sotto il nome di Pebble Creek Formation.[12] L'eruzione fu episodica, avvenendo da una bocca sul lato nordest del Plinth Peak.[13]
- Eruzione del Monte Mazama: sopraggiunta 7.700 anni fa, l'eruzione del Monte Mazama fu molto violenta, spazzò via una gran parte della cima del vulcano, lasciando solo una caldera nella quale si trova oggi il Lago Crater.

## Presenza umana

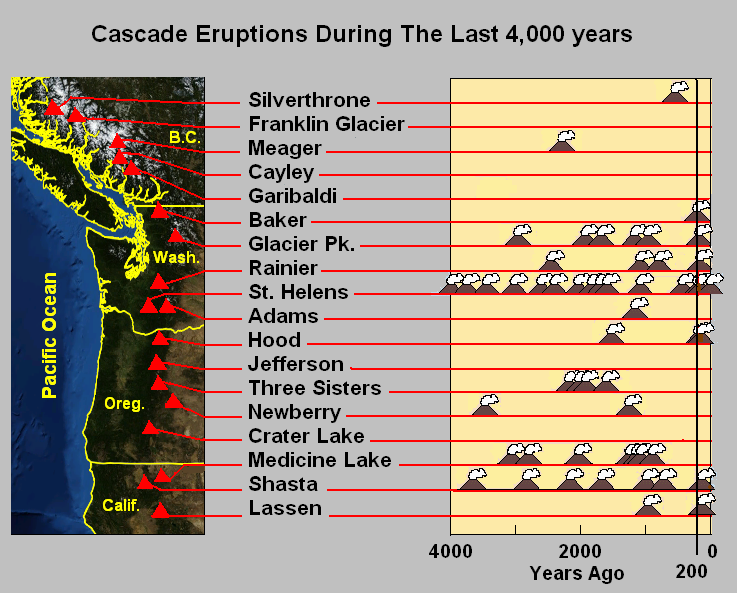
Cronologia dell'attività dei vulcani durante gli ultimi 4.000 anni.

I nativi americani abitano questa regione da migliaia di anni e hanno sviluppato i propri miti e leggende concernenti l'arco vulcanico delle Cascate. Alcuni dei loro racconti narrano che i monti Baker, Jefferson, Shasta e Garibaldi erano utilizzati come rifugio per proteggersi da una grossa inondazione. Altre storie, come il racconto del Ponte degli Dei, menzionavano varie cime, in inglese High Cascades, come il Monte Hood e il Monte Adams, che agivano come capi divini che si facevano la guerra lanciandosi fuoco e pietre. Il Monte Sant'Elena, il cui grazioso aspetto rifletteva gli anni precedenti il 1980, fu descritto come una bella ragazza per la quale l'Hood e l'Adams litigavano. Tra le numerose storie concernenti il Monte Baker, una racconta che il vulcano un tempo era sposato con il Monte Rainier e che viveva molto vicino. Poi, a causa di una disputa coniugale, si alzò e marciò verso nord per raggiungere la sua posizione attuale. Le tribù autoctone hanno anche sviluppato i propri nomi per le High Cascades e per molte delle vette più piccole, il più conosciuto essendo Tahoma, il nome dato al Monte Rainier in lushootseed. Il Monte Cayley e il Black Tusk sono conosciuti dal popolo Squamish che vive nei pressi come "il luogo di atterraggio dell'Uccello del Tuono".
Sorgenti calde nella parte canadese dell'arco erano in origine utilizzate e venerate dei popoli delle Prime Nazioni. Le sorgenti situate nella valle del Meager Creek sono chiamate Teiq nella lingua parlata ai bordi del fiume fiume Lillooet e sono anche le più remote quando si risale il fiume. Gli esseri spirituali/maghi conosciuti come "i Trasformatori" le raggiunsero durante il loro viaggio nella Regione di Lillooet, ed erano un luogo di "formazione" dove i giovani delle Prime Nazioni si recavano per acquisire potere e conoscenza. In questa regione, fu trovata anche la punta della pipa del capo Blackstone, un manufatto celebre per il popolo Lillooet; sepolta nelle ceneri vulcaniche, si suppone che risalga all'eruzione del Monte Meager che ebbe luogo 2.350 anni fa.

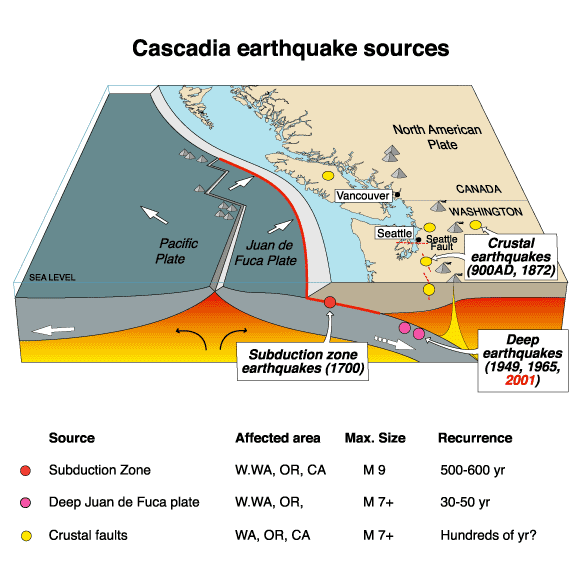
Schema della subduzione delle Cascate.

Numerose sono le leggende associate ai grandi vulcani oltre che ad altre cime con caratteristiche geografiche dell'arco, comprese le sue numerose sorgenti calde, cascate, torri di pietra e altre formazioni. Storie su Tahoma, oggi chiamato Monte Rainier e omonimo di Tacoma (Washington), alludono a grandi grotte nascoste all'interno dove si possono vedere giganti addormentati, apparizioni e altre meraviglie legate ai vulcani di Washington, e il Monte Shasta in California è da tempo conosciuto per essere associato a qualsiasi leggenda, dai lemuri, agli extraterrestri, agli elfi e, come dappertutto nell'arco, a Sasquatch o Bigfoot.
Nella primavera del 1792, il navigatore britannico George Vancouver entrò nello Stretto di Puget e cominciò a dare nomi inglesi alle alte montagne che vedeva. Il Monte Baker fu nominato in onore del terzo tenente di Vancouver, il grazioso Monte Sant'Elena porta il nome di un celebre diplomatico, il Monte Hood quello di Samuel Could, un ammiraglio della marina britannica, e la vetta più alta delle Cascate, il Monte Rainier, è l'omonima del contrammiraglio Peter Rainier. La spedizione di Vancouver non diede tuttavia un nome all'arco al quale queste vette appartenevano. Mentre il commercio marittimo nello Stretto di Georgia e nello Stretto di Puget proseguiva negli 1790 e dopo, le vette dei monti Rainier e Baker divennero familiari ai capitani e ai loro equipaggi (soprattutto quelli britannici o americani, ma non esclusivamente).
Ad eccezione dell'eruzione del 1915 del lontano Lassen Peak, in California settentrionale, l'arco restò tranquillo per più di un secolo. Poi, il 18 maggio 1980, la spettacolare eruzione del Monte Sant'Elena, poco conosciuto,  spezzò questo silenzio e attirò l'attenzione del mondo intero sull'arco. I geologi temevamo anche l'eruzione del Sant'Elena fosse un segno che i vulcani delle Cascate, da tempo in quiescenza, potessero risvegliarsi ancora una volta, come avvenne negli anni che vanno dal 1800 al 1857 quando otto vulcani in totale entrarono in eruzione. Non ve ne furono altri da allora, ma nondimeno sono state prese delle precauzioni, come la messa in opera di un sistema per avvertire di qualsiasi lahar concernente il Monte Rainier (Mount Rainier Volcano Lahar Warning System in inglese) nella Contea di Pierce.

## Lista dei vulcani
| Nome                               | Localizzazione      | Coordinate                 | Altitudine | Ultima eruzione                        |
| ---------------------------------- | ------------------- | -------------------------- | ---------- | -------------------------------------- |
| Monte Silverthrone                 | Columbia Britannica | 51°25′48″N 126°18′00″W     | 3.160 m    | Sconosciuta                            |
| Vulcano Ghiacciaio Franklin        | Columbia Britannica | 51°20′N 125°24′W           | 2.252 m    | Pliocene                               |
| Monte Meager                       | Columbia Britannica | 50°37′48″N 123°30′00″W     | 2.680 m    | 400 a.C.                               |
| Monte Cayley                       | Columbia Britannica | 50°07′13″N 123°17′26″W     | 2.377 m    | Sconosciuta                            |
| Campo vulcanico del Lago Garibaldi | Columbia Britannica | 49°55′12″N 123°01′48″W     | 2.319 m    | Olocene                                |
| Monte Garibaldi                    | Columbia Britannica | 49°51′N 123°00′W           | 2.678 m    | 8060 a.C.                              |
| Monte Baker                        | Washington          | 48°46′37.2″N 121°48′46.8″W | 3.285 m    | dal 7 settembre al 27 novembre 1880    |
| Glacier Peak                       | Washington          | 48°06′43.2″N 121°06′46.8″W | 3.213 m    | 1700                                   |
| Monte Rainier                      | Washington          | 46°51′10.8″N 121°45′36″W   | 4.392 m    | dal 21 novembre al 24 dicembre 1894    |
| Goat Rocks                         | Washington          | 46°29′19″N 121°24′21″W     | 2.494 m    | 730.000 anni                           |
| Monte Sant'Elena                   | Washington          | 46°12′00″N 122°10′48″W     | 2.549 m    | dal 1º ottobre 2004 al 27 gennaio 2008 |
| Monte Adams                        | Washington          | 46°12′21.6″N 121°29′24″W   | 3.742 m    | 950                                    |
| Monte Hood                         | Oregon              | 45°22′26.4″N 121°41′42″W   | 3.426 m    | dal 21 settembre 1865 al gennaio 1866  |
| Monte Jefferson                    | Oregon              | 44°40′26.4″N 121°48′00″W   | 3.199 m    | 950                                    |
| Three Sisters                      | Oregon              | 44°06′10.8″N 121°46′04.8″W | 3.157 m    | 50 a.C.                                |
| Broken Top                         | Oregon              | 43°25′12″N 113°30′00″W     | 1.846 m    | 130 a.C.                               |
| Monte Bachelor                     | Oregon              | 43°58′44.4″N 121°41′16.8″W | 2.763 m    | 5800 a.C.                              |
| Cratere Newberry                   | Oregon              | 43°43′19.2″N 121°13′44.4″W | 2.434 m    | 690                                    |
| Diamond Peak                       | Oregon              | 43°31′14.5″N 122°08′58.5″W | 2.665 m    | 9000 a.C.                              |
| Monte Thielsen                     | Oregon              | 43°09′10.2″N 122°03′59.5″W | 2.799 m    | Sconosciuta                            |
| Monte Mazama                       | Oregon              | 42°57′05.4″N 122°10′08.4″W | 2.487 m    | 2290 a.C.                              |
| Monte Yamsay                       | Oregon              | 42°55′50.2″N 121°21′38.7″W | 2.498 m    | Sconosciuta                            |
| Monte McLoughlin                   | Oregon              | 42°26′40.1″N 122°18′56.2″W | 2.894 m    | 28000 a.C.                             |
| Medicine Lake                      | California          | 41°36′39.6″N 121°33′14.4″W | 2.412 m    | 1080                                   |
| Monte Shasta                       | California          | 41°24′32.4″N 122°11′34.8″W | 4.317 m    | 1786                                   |
| Monte Tehama                       | California          | 40°26′43″N 121°33′33″W     | 2.815 m    | Sconosciuta                            |
| Lassen Peak                        | California          | 40°29′31.2″N 121°30′28.8″W | 3.187 m    | dal 30 maggio 1914 al 29 giugno 1919   |

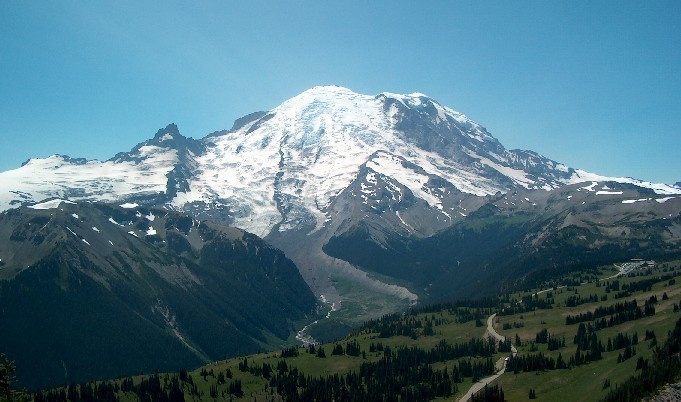
Il monte Rainier visto dal Sourdough Ridge trail
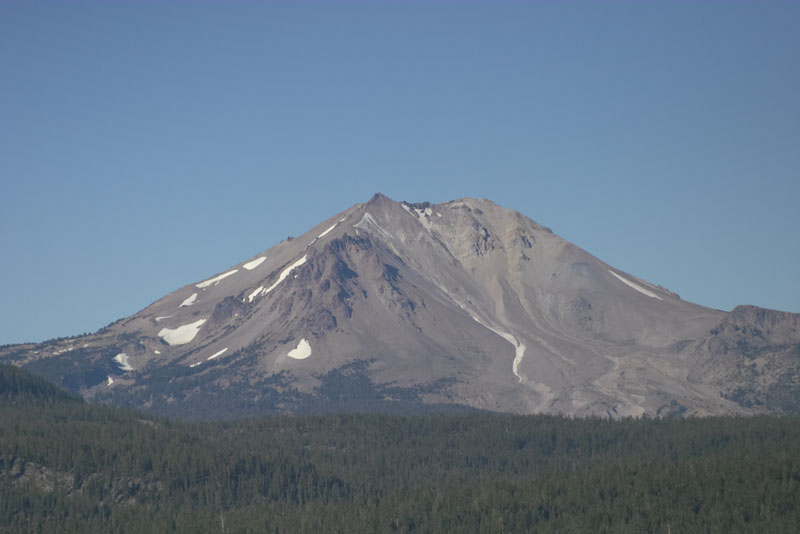
Il Lassen Peak
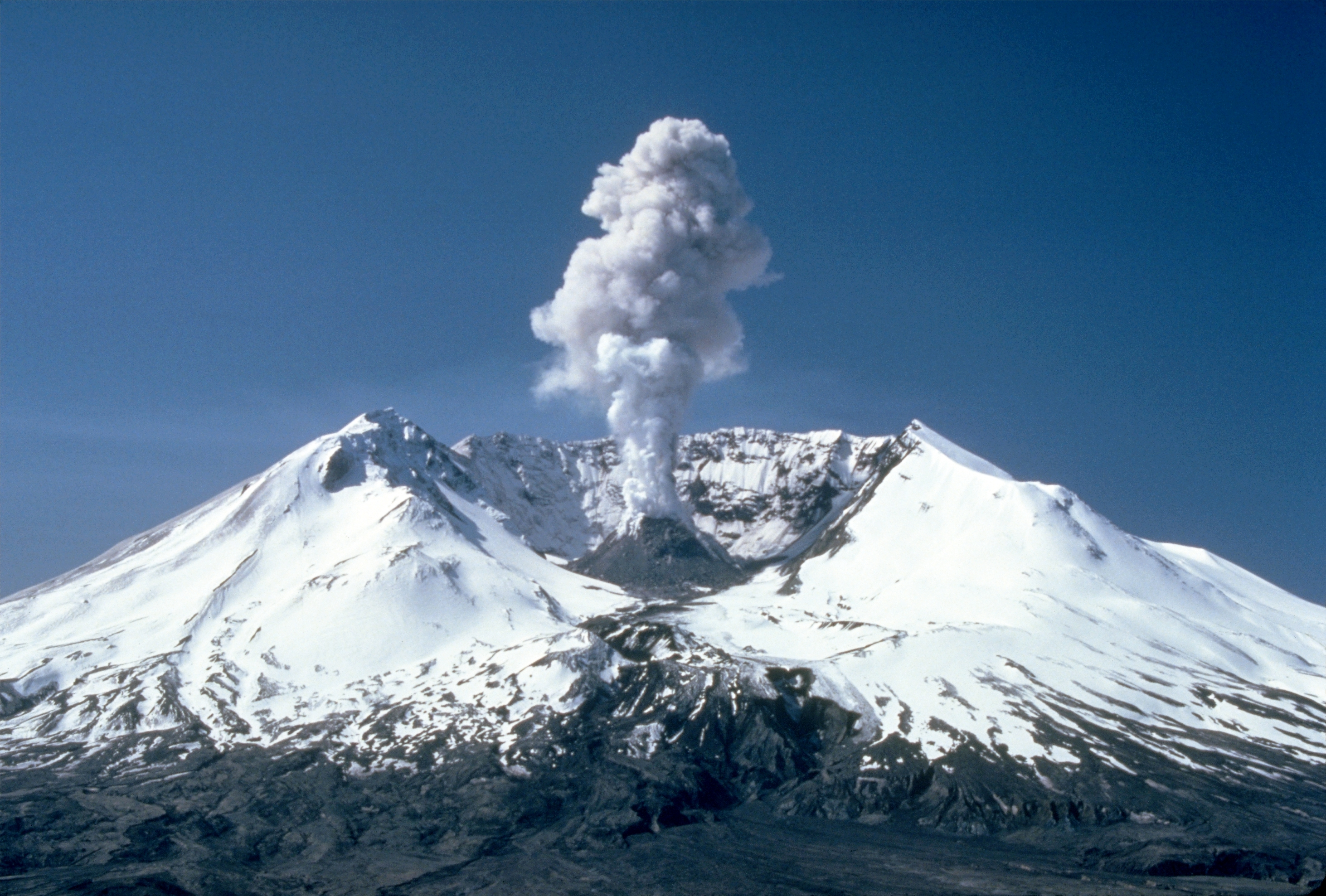
Il Monte Sant'Elena in eruzione il 19 maggio 1982
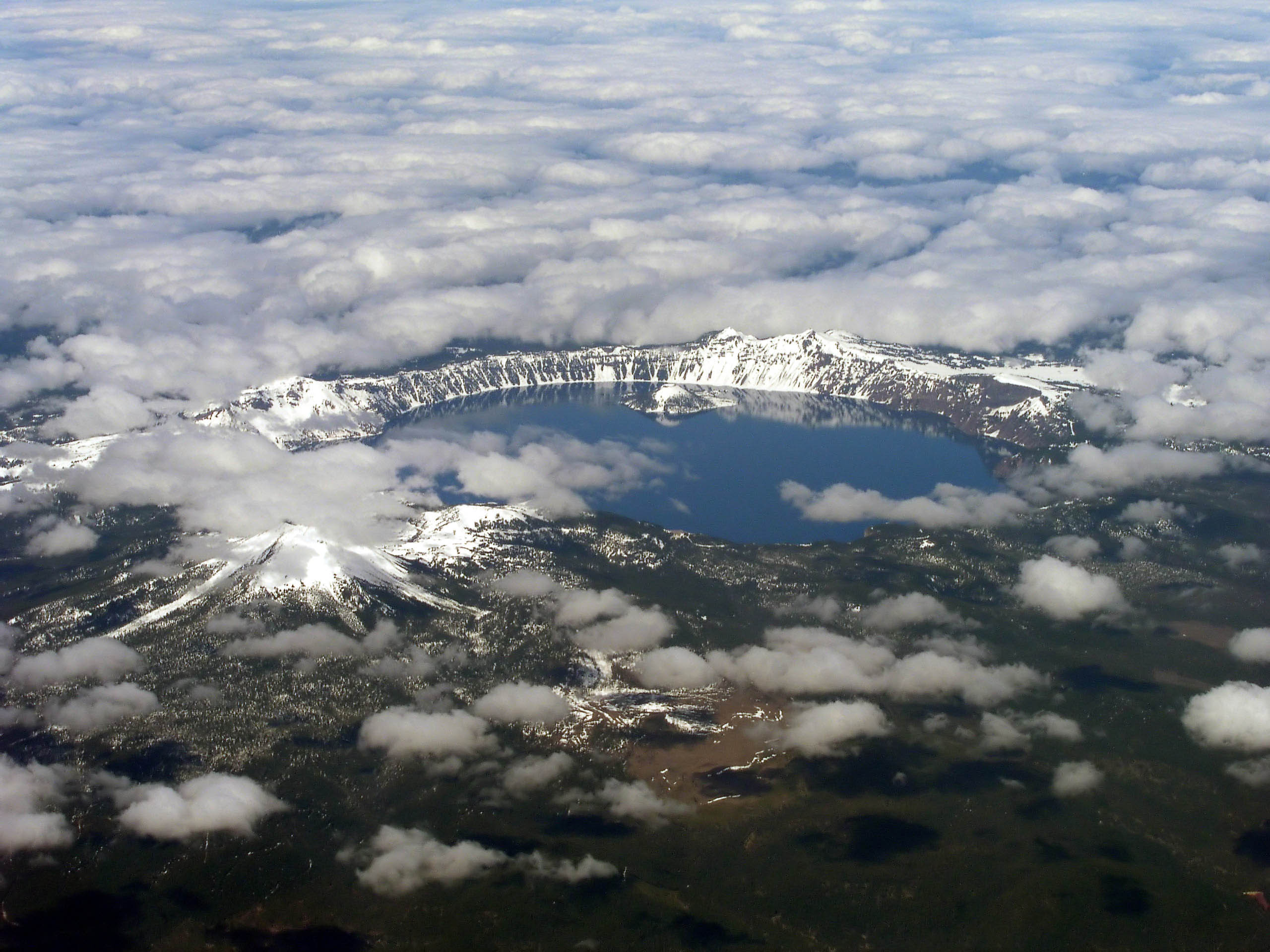
Veduta aerea del Lago Crater sullo spazio del Monte Mazama